# Louise de Ballon

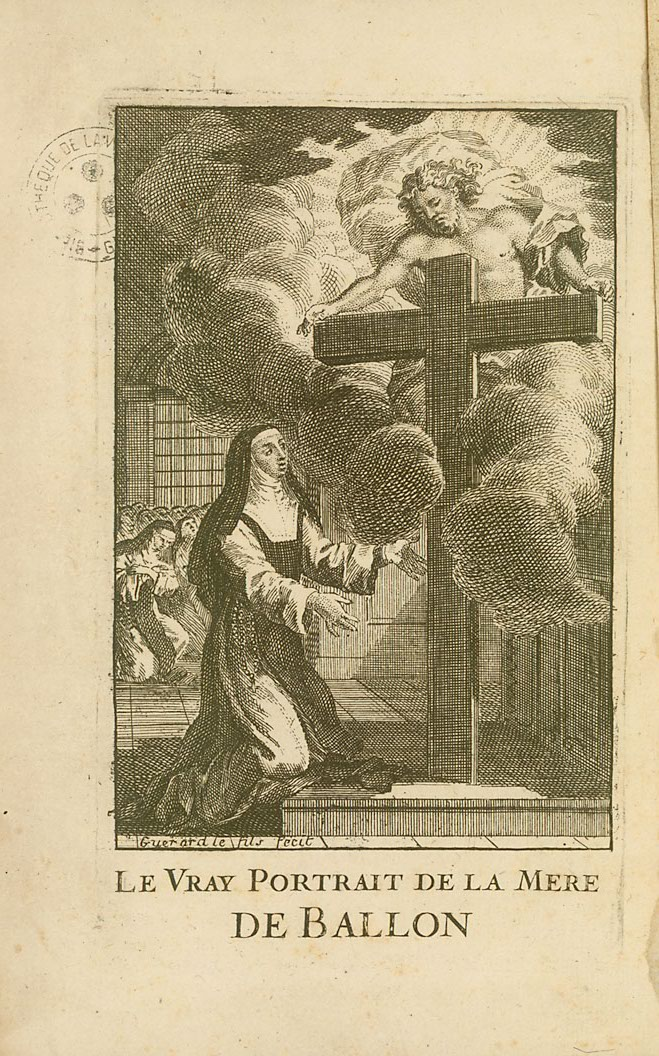

Louise Perrucard de Ballon (* 5. Juni 1591 in Vanchy, Bellegarde-sur-Valserine; † 14. Dezember 1668 in Seyssel) war eine französische Mystikerin, Zisterzienserin, Ordensreformerin und Klostergründerin.

## Leben und Werk
Louise-Blanche-Thérèse Perrucard de Ballon entstammte einer savoyischen Adelsfamilie, die väterlicherseits mehrere Äbte des Klosters Chézery gestellt hatte und mütterlicherseits mit Franz von Sales, ferner mit Bernhard von Menthon, verwandt war. Die Familie besaß im Pays de Gex über dem Fluss Valserine Schlösser in Ballon (Lancrans) und in Vanchy (beide heute durch Erdrutsch vernichtet). Ab dem Alter von sieben Jahren wuchs Louise in der Zisterzienserinnenabtei Sainte-Catherine-du-Mont-de-Semnoz bei Annecy auf und wurde dort am 4. März 1607 Nonne. Mit der Zeit drängte sie zunehmend auf eine strengere Observanz der offenbar lasch gehandhabten Ordensregel, konnte sich aber nicht durchsetzen und gründete deshalb 1620 (offiziell 1622) in Rumilly zusammen mit Gleichgesinnten (und unterstützt durch Franz von Sales) das erste Kloster der Reformierten Bernhardinerinnen der Göttlichen Vorsehung, zu dessen Oberin sie gewählt wurde. Aus der Zisterzienserinnenabtei Les Ayes bei Grenoble stieß Louise de Borel de Ponsonas (auch: Louise-Cécile de Ponçonas, 1602–1657) mit einigen Mitschwestern dazu, verfolgte dann aber (wegen der problematischen Rivalität zu Louise de Ballon) ab 1631 eigene Ziele. Bis 1665 kam es durch die rastlose Tätigkeit der Oberin zu rund 30 weiteren Gründungen der Kongregation im Alpenraum, in der Provence und in der Schweiz. Die französischen Klöster wurden spätestens durch die Französische Revolution vernichtet. Einzig verblieben ist das Schweizer Kloster Collombey in Collombey-Muraz. Dessen Tochter Géronde wechselte 2008 zu den Zisterzienserinnen der Strengeren Observanz (Trappistinnen).
Louise de Ballon war eine bedeutende Mystikerin, deren (durch die Beichtväter befohlenen) Schriften von dem Oratorianer Jean Grossi herausgegeben wurden. Das Schlüsselwort ihres Denkens ist „Einfachheit“ (simplicité). Wichtig ist ihr nicht brillante Theologie, sondern das Verkosten der Präsenz Gottes.

### Klöster der Reformierten Bernhardinerinnen von der Göttlichen Vorsehung
- Aix-en-Provence (1639–1761; Peugniez, S. 322)[1]
- Annecy (1639–1792)
- Antibes (1638–1792; Peugniez, S. 321)[2]
- Belley (1805–1947; Peugniez, S. 334)[3]
- Cavaillon (1641–1773; Peugniez, S. 329)[4]
- Chambéry (1644–1792; Peugniez, S. 349)[5]
- Collombey (1643, bestehend; Peugniez, S. 626)
- Conflans, Albertville (1637–1792; Peugniez, S. 350)[6]
- Cuers (1640–1792; Peugniez, S. 325)[7]
- Évian-les-Bains (1643–1792; Peugniez, S. 355)
- Fréjus (1642–1739–1766; Peugniez, S. 326)
- Géronde (1935, bestehend, seit 2008 trappistisch; Peugniez, S. 627)
- Grenoble (1624–1790; Peugniez, S. 346)
- La Ciotat (1642–1792; Peugniez, S. 322)[8]
- La Roche-sur-Foron (1626–1792; Peugniez, S. 355)
- Lorgues (1638–1736; Peugniez, S. 326)
- Lyon (1631/1633–1790; Peugniez, S. 349)
- Marseille (1637–1641; Peugniez, S. 323)
- Monthey (1634–1643, dann Collombey; Peugniez, S. 626)
- Montluçon (1631–1792)[9]
- Moulins (Peugniez, S. 50)
- Nizza (1661–1792; Peugniez, S. 329)[10]
- Orgelet (1652–1792; Peugniez, S. 148)[11]
- Pontarlier (1665–1792; Peugniez, S. 146)[12]
- Rumilly (1620/1622– 1792; Peugniez, S. 355)[13]
- Saint-Jean-de-Maurienne (1626/1627/1647–1796; Peugniez, S. 351)[14]
- Saint-Maurice VS (1629–1634, dann Monthey; Peugniez, S. 626)
- Seyssel (Ain) (1627–1792; Peugniez, S. 335)[15]
- Toulon (1636–1765; Peugniez, S. 326)[16]
- Vienne (1630– ?; Peugniez, S. 346)[17]
- Voiron (1648–?; Peugniez, S. 346)[18]

## Werke
- Les Œuvres de piété de la vénérable Mère Louise Blanche Thérèse de Ballon, fondatrice et première supérieure des religieuses Bernardines Réformées de Savoie et de France, hrsg. von Jean Grossi. Paris, Nicolas Couterot, 1700.
  - Ecrits spirituels. Sierre, 1979 (Nachdruck der Œuvres de piété mit Einführung durch Edmond Mikkers).

### Handbuchinformation
- Pierre Larousse: Grand dictionnaire universel du 19e siècle, s. v.
- Bernard Peugniez: Le Guide Routier de l'Europe Cistercienne. Editions du Signe, Straßburg 2012, S. 247.